# Poljice Čičevo (Republika Serbska)
Poljice Čičevo (cyr. Пољице Чичево) – wieś w Bośni i Hercegowinie, w Republice Serbskiej, w mieście Trebinje. W 2013 roku liczyła 2 mieszkańców.